# Oregonit
Oregonit ist ein sehr selten vorkommendes Mineral aus der Mineralklasse der „Sulfide und Sulfosalze“. Es kristallisiert im hexagonalen Kristallsystem mit der Zusammensetzung FeNi2As2, ist also chemisch gesehen ein Nickel-Eisenarsenid, das bisher nur in Form feinkörniger Kiesel bis etwa 0,5 mm Größe mit glatter, brauner Kruste gefunden werden konnte.

## Etymologie und Geschichte
Erstmals entdeckt wurde Oregonit am Josephine Creek im Josephine County im US-Bundesstaat Oregon und beschrieben 1959 von Paul Ramdohr und Margaret Schmitt, die das Mineral nach dem Bundesstaat Oregon benannten.

## Klassifikation
In der veralteten 8. Auflage der Mineralsystematik nach Strunz gehörte der Oregonit zur Mineralklasse der „Sulfide und Sulfosalze“ und dort zur Abteilung „Sulfide etc. mit M : S > 1 : 1“, wo er gemeinsam mit Heazlewoodit in der „Heazlewoodit-Reihe“ mit der Systemnummer II/A.06 steht.
In der zuletzt 2018 überarbeiteten Lapis-Systematik nach Stefan Weiß, die formal auf der alten Systematik von Karl Hugo Strunz in der 8. Auflage basiert, erhielt das Mineral die System- und Mineralnummer II/B.12-050. Dies entspricht der Klasse der „Sulfide und Sulfosalze“ und dort der Abteilung „Sulfide, Selenide und Telluride mit dem Stoffmengenverhältnis Metall : S,Se,Te > 1 : 1“, wo Oregonit zusammen mit Heazlewoodit, Laflammeit, Parkerit, Pašavait, Rhodplumsit und Shandit eine unbenannte Gruppe mit der Systemnummer II/B.12 bildet.
Die von der International Mineralogical Association (IMA) zuletzt 2009 aktualisierte 9. Auflage der Strunz’schen Mineralsystematik ordnet den Oregonit in die Klasse der „Sulfide und Sulfosalze (Sulfide, Selenide, Telluride, Arsenide, Antimonide, Bismutide, Sulfarsenide, Sulfantimonide, Sulfbismutide)“ und dort in die Abteilung „Legierungen und legierungsartige Verbindungen“ ein. Hier ist das Mineral in der Unterabteilung „Nickel-Halbmetall-Legierungen“ zu finden, wo es als einziges Mitglied eine unbenannte Gruppe mit der Systemnummer 2.AB.20 bildet.
In der vorwiegend im englischen Sprachraum gebräuchlichen Systematik der Minerale nach Dana hat Oregonit die System- und Mineralnummer 02.05.04.01. Das entspricht der Klasse der „Sulfide und Sulfosalze“ und dort der Abteilung „Sulfidminerale“. Hier findet er sich innerhalb der Unterabteilung „Sulfide – einschließlich Seleniden und Telluriden – mit der Zusammensetzung AmBnXp, mit (m+n):p=3:2“ als einziges Mitglied in einer unbenannten Gruppe mit der Systemnummer 02.05.04.

## Kristallstruktur
Oregonit kristallisiert isotyp mit Heazlewoodit im hexagonalen Kristallsystem (die Raumgruppe wurde bisher nicht näher bestimmt) mit den Gitterparametern a = 6,083 Å und c = 7,130 Å sowie 3 Formeleinheiten pro Elementarzelle.

## Bildung und Fundorte
Oregonit bildet sich in Klinochlor und Serpentinen. Begleitminerale sind unter anderem Bornit, Chalkopyrit, Chromit, Molybdänit und gediegen Kupfer.
Bisher (Stand: 2011) konnte Oregonit an weniger als 10 Fundorten nachgewiesen werden. Dazu zählen neben seiner Typlokalität Josephine Creek im US-Bundesstaat Oregon noch die „Alexo Mine“ bei Dundonald im Cochrane District in Kanada, die „Skouriotissa Mine“ bei Skouriotissa im Bezirk Nikosia auf Zypern, Ferrières-sur-Sichon im französischen Département Allier, Allchar im mazedonischen Bezirk Roszdan und am Chirynaisky Massiv im Koryak Gebirge auf der russischen Halbinsel Kamtschatka.